# Mirdif
Mirdif, a volte indicato come Mirdiff, è un quartiere residenziale di Dubai.

## Geografia fisica
Mirdif si trova nel settore orientale di Dubai nella zona di Deira.